# Šarplaninac
De šarplaninac (Servisch: Шарпланинац, Macedonisch: Шарпланинец, Albanees: Qen i Sharrit) is een hondenras afkomstig uit de Balkan. Heden ten dage wordt hij in de regio van Servië, Noord-Macedonië, Kosovo en Albanië nog steeds gebruikt bij het hoeden van schapen. Historisch gezien werd de Šarplaninac exclusief door Slavische volkeren gebruikt (voornamelijk in de bergen). Dit veranderde aan het begin van de 20e eeuw, toen Bosniakse (uit Montenegro) en Servische handelaren de honden aan Albanezen en Griekse herders verkochten.

## Geschiedenis van het ras
De šarplaninac heeft zijn naam van de Šar Planina, een bergstreek op de grens tussen Kosovo, Noord-Macedonië en Albanië. De oorsprong van de šarplaninac is niet duidelijk, maar er wordt gedacht dat zijn voorouders uit Azië afkomstig zijn, door Alexander de Grote naar het toenmalige Pannonië gebracht (huidige Balkan). Veel herdershonden zouden afstammen van honden die tijdens de trek van Azië naar West-Europa zijn achtergebleven. De hond is een natuurlijke beschermer en bewaker van kuddes en goederen of personen. Hij wordt nog steeds gebruikt in het leger en bij douaneposten. In de middeleeuwen had zo'n beetje elke Servische ridder een šarplaninac. In die tijd werden ze silvan of zmaj (draak) genoemd. 
Affenpinscher ·
Aidi ·
Anatolische herder ·
Appenzeller sennenhond ·
Argentijnse dog ·
Berner sennenhond ·
Bordeauxdog ·
Boxer ·
Broholmer ·
Bullmastiff ·
Ca de Bou ·
Cane corso ·
Cão da Serra da Estrela ·
Cão de Castro Laboreiro ·
Centraal-Aziatische owcharka ·
Cimarrón Uruguayo ·
Ciobanesc Romanesc de Bucovina ·
Deens-Zweedse boerderijhond ·
Dobermann ·
Dogo Canario ·
Duitse dog ·
Duitse pinscher ·
Dwergpinscher ·
Dwergschnauzer ·
Engelse buldog ·
Entlebucher sennenhond ·
Fila brasileiro ·
Grote Zwitserse sennenhond ·
Hollandse smoushond ·
Hovawart ·
Kaukasische owcharka ·
Kraški ovčar ·
Landseer ECT ·
Leonberger ·
Mastiff ·
Mastín del Pirineo ·
Mastín español ·
Mastino napoletano ·
Middenslagschnauzer ·
Newfoundlander ·
Oostenrijkse pinscher ·
Pyrenese berghond ·
Rafeiro do Alentejo ·
Riesenschnauzer ·
Rottweiler ·
Šarplaninac ·
Shar-pei ·
Sint-bernard ·
Tibetaanse mastiff ·
Tornjak ·
Tosa ·
Zwarte Russische terriër